# Christian Vander
Christian Vander (21 de febrero de 1948) es un influyente músico francés multiinstrumentista, compositor y principalmente baterista. Es reconocido por ser el fundador de Magma, grupo que mantiene activo desde 1969.
Considerado como uno de los artistas más importantes de la escena musical francesa, con la música de Magma creó una nueva corriente musical: el zeuhl. También mantuvo proyectos como Offering, Fusión y diversos ensambles de jazz.

## Biografía

### Inicios
Hijo del pianista Maurice Vander, Christian creció en el seno de una familia de músicos. Rodeado de jazz, en su juventud su madre le presentó al baterista Elvin Jones y a Kenny Clarke. Luego conoció a Chet Baker quien era un intimo amigo de su familia, y fue el quien le regaló su primera batería.
En plena adolescencia, atravesando una gran depresión emocional debido a los problemas con las drogas de su madre, abandonó su casa natal. En aquellos años fue adentrándose en la escena musical de su ciudad, y empezó a escuchar obsesivamente jazz, particularmente la música de John Coltrane. Su primer grupo, en 1966, se llamó The Wurdalaks, y fue ese mismo año que Christian comenzó a componer sus propias canciones.
En 1967, fue invitado por un grupo de jazz y blues de París a realizar una gira en Italia.
Dos años después, en 1969, al enterarse de la muerte de su ídolo, John Coltrane, creó Magma. Inmerso en una depresión emocional de índole familiar cada vez más acentuada, y considerando que no tenía sentido seguir tocando jazz sin Coltrane, decidió emprender un nuevo camino artístico desafiando todos los cánones tradicionales.

## Magma (1969-actualidad)
En la primavera de 1969 en Paris, Christian reunió a distintos músicos de la ciudad para formar Magma. Influenciado fuertemente por Coltrane y con un puñado de canciones propias, el grupo comenzó a grabar su primer álbum Magma (relanzado como Kobaïa), la puerta de entrada al universo zeuhl.
A los pocos años Magma comenzó a ser clasificada dentro del subgénero Rock in Opposition, corriente musical de varios grupos de la época que se oponían al arte con fines comerciales. 
Con Magma, Christian Vander inventó un lenguaje propio usado en sus composiciones: el kobaïano. Desde 1969 el grupo desarrolló una compleja y extensa discografía de varios álbumes conceptuales, en los que se cuenta la historia de Kobaïa, un planeta ficticio en el cual se asienta un grupo de refugiados que huyen de la tierra.
El concepto de Magma evoca a una fuerte energía musical con el influjo del jazz, la música coral, compositores como Ígor Stravinsky y diversos elementos del gospel.
En cuanto a las líricas se hace presente la influencia de Frank Herbert, Friedrich Nietzsche, el pesimismo místico de Arthur Schopenhauer, relatosde los antiguos hindúes, y cuentos populares paganos de Europa central.

## Offering (1982-2003)
Offering fue un grupo paralelo a Magma que construyó su sonido por medio de teclados, voces y percusiones más sutiles. Se caracterizó principalmente por la improvisación, el jazz de John Coltrane y de Pharoah Sanders. El grupo se disolvió en 2003 para continuar el camino con Magma.

## Vida personal
Christian actualmente reside en Francia. Estuvo casado con Stella Vander, actual vocalista de Magma, con quien tuvo dos hijos.
Su apariencia en su juventud era salvaje y huraña. Con una fuerte influencia gótica. en los primeros años con Magma vivió en una casa pintada absolutamente de negro.
Su nombre en kobaïano es Zebëhn Strain De Geustaah.

## Discografía

### Magma

#### Álbumes de estudio
- 1970: Magma (relanzado como Kobaïa)
- 1971: 1001° Centigrades
- 1973: Mëkanïk Dëstruktïẁ Kömmandöh
- 1974: Ẁurdah Ïtah
- 1974: Köhntarkösz
- 1976: Üdü Ẁüdü
- 1978: Attahk
- 1984: Merci
- 2004: Köhntarkösz Anteria
- 2009: Ëmëhntëhtt-Ré
- 2012: Félicité Thösz
- 2014: Rïah Sahïltaahk
- 2015: Slag Tanz
- 2019: Zess

#### Otros
EPs
- Floë Ëssi/Ëktah (1998)

Recopilaciones
- Simples (1971-74)
- Mythes et légendes (1985)
- Kompila (1997)

Otro material
- 1975: Live/Hhaï
- 1977: Inédits
- 1980: Retrospektïw Vol. I & II
- 1982: Retrospekïw Vol. III

Serie AKT
- Bruxelles 1971 - Théâtre 140 (1971)
- Mekanïk Kommandöh (1972)
- BBC 1974 (1974)
- Théâtre du Taur - Concert 1975 (1975)
- Opéra de Reims - Concert 1976 (1976)
- Bobino Concert - Concert 1981 (2002)
- Chrsitian Vander - Les Voyages du Christopher Colomb (1993)
- Christian Vander - Baba Yaga la Sorcière (1995)

Audiovisual
- Magma Bobino 1981 - Concert Bobino 1981 (2000)
- Theusz Hamtaahk: Trilogie au Trianon (CD-VHS-DVD) (2000)
- Mythes et Legendes Vol. I (DVD) (2006)
- Mythes et Legendes Vol. II (DVD) (2007)
- Mythes et Legendes Vol. III (DVD) (2007)
- Mythes et Legendes Vol. IV (DVD) (2008)
- Mythes et Legendes Vol. V (DVD) (2013)

### Univeria Zekt
- Univeria Zekt / The Unnamables (1971)

### Sons
- Sons: Vander, Top, Blasquiz y Garber; Nehneh (1973)

### Utopic Sporadic Orchestra
- Utopic Sporadic Orchestra - Nancy 1975 (1975)

### Vandertop
- Vandertop - Best on Tour 1976 (1976)

### Offering
- Offering part I et II (1986)
- Offering part III (1990)
- Offering part IV (1991)
- Offering Afïïéh (1993)

### Christian Vander Solo
- Christian Vander: To Love (1988)
- Christian Vander - A Tous les Enfants (1995)
- Christian Vander et Simon Goubert - Welcome/Bienvenue (1996)

### Christian Vander Trio
- Christian Vander Trio - Jour Aprés Jour (1990)
- Christian Vander Trio - 65! (1993)